# Iglesia de Nuestra Señora de la Asunción (La Alberca de Záncara)
La iglesia de Nuestra Señora de la Asunción es una iglesia católica situada en la población española de La Alberca de Záncara. Se trata de una iglesia de los siglos XV y XVI, de estilo gótico tardío y de transición al estilo renacentista.
Cuenta con una sola nave, cuya bóveda se sustenta con ocho columnas semiembebidas en el muro. En su interior tiene cuatro capillas laterales, de estilo renacentista. Destaca la primera a la izquierda, con portada coronada con los escudos de la familia Orea y una reja de la escuela de Hernando de Arenas. El retablo mayor de madera policromada, tiene cinco cuerpos y doble orden. Destaca la talla de la Virgen del Rosario, un Cristo barroco y algunos cuadros. En la sacristía hay un museo de arte sacro y de etnografía.
La portada principal es de estilo herreriano, y sobre la puerta, cuenta con un frontón triangular con bolas y pináculos. La torre campanario data de 1580 y es obra de Juan de Zaldívar. Bajo esta se halla el baptisterio.